# 9495 Емінеску
9495 Емінеску (9495 Eminescu) — астероїд головного поясу, відкритий 26 березня 1971 року.
Тіссеранів параметр щодо Юпітера — 3,662.